# Sleepvliegtuig

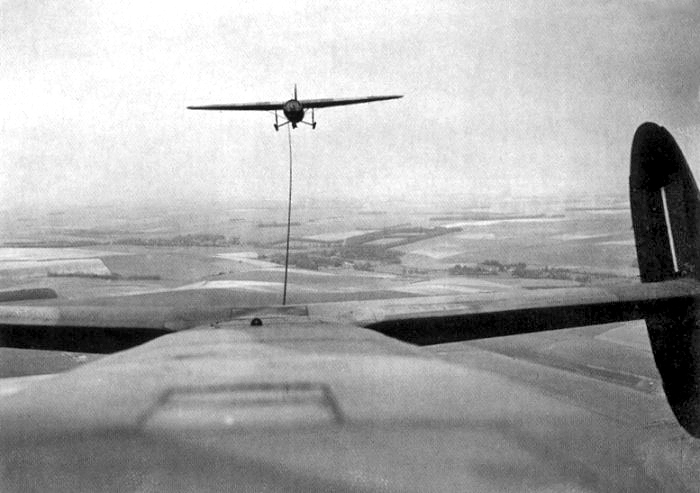
Een Albemarle sleepvliegtuig sleept een Airspeed Horsa zweefvliegtuig.

Een sleepvliegtuig is een vliegtuig dat zo wordt genoemd omdat het een ander vliegtuig - meestal een zweefvliegtuig - de lucht in kan slepen.
Zweefvliegtuigen hebben doorgaans geen motor. Om op te stijgen maken ze daarom gebruik van een lier of een sleepvliegtuig. Het sleepvliegtuig heeft een motor die krachtig genoeg is om zweefvliegtuigen omhoog te trekken. Het slepen gebeurt met een kabel met een lengte van ca. 50 meter die tussen beide vliegtuigen is bevestigd.
De piloot van het zweefvliegtuig kan zelf bepalen tot welke hoogte wordt gesleept en kan dan zelf de kabelverbinding verbreken. Het zweefvliegtuig is dan vrij om zijn vlucht in glijvlucht te vervolgen en het sleepvliegtuig kan terugkeren naar het (zweef)vliegveld.
Tijdens de Tweede Wereldoorlog werd onder andere de C-47 "Skytrain" als sleepvliegtuig gebruikt om Horsa-zweefvliegtuigen te trekken. Deze grote zweefvliegtuigen konden extra manschappen meenemen om gebieden te ontzetten, zoals bij de Slag om Arnhem.